# Jack Skellington
Jack Skellington (Jack Esqueleto, no Brasil e em Portugal) é o protagonista no filme da Disney de 1993, O Estranho Mundo de Jack de Tim Burton. Jack é o "rei das abóboras" de Halloween Town e vive em um mundo de fantasia baseado unicamente no feriado de Halloween. Sua aparência usual é de um esqueleto vestido com um terno listrado preto e uma gravata borboleta parecida com um morcego, mas há alguns pontos nos quais ele se veste todo como um espantalho com uma abóbora na cabeça. Seu último nome é um trocadilho com esqueleto. Ele tem um cão fantasma de estimação chamado Zero, que tem um nariz pequeno e brilhante que parece um Jack-o'-lantern. Ele é apaixonado por Sally, que é uma boneca de pano criada por Dr. Finklestein.

## EmO Estranho Mundo de Jack

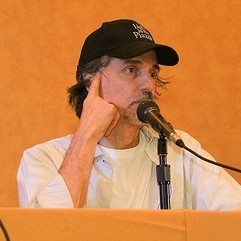
Chris Sarandon, dublador de Jack Skellington em o O Estranho Mundo de Jack.

Jack Skellington é o espírito representativo do Dia das Bruxas, assim como o Papai Noel e o Coelhinho da Páscoa para o Natal e a Páscoa. Como um esqueleto vivo, ele é imortal e pode remover partes de seu corpo sem danos, como demonstrado muitas vezes, para o alívio cômico. Ele é o mais importante de muitos espíritos do Halloween, com o trabalho de assustar as pessoas no mundo real, na noite de Halloween.
O filme começa com o grande final da celebração de Halloween de Halloween Town, e com Jack Skellington entrando dramaticamente como o Rei das Abóboras. Jack, no entanto, está cansado de comemorar o Halloween todos os anos, e anseia encontrar um novo feriado para celebrar. Ele vagueia no cemitério e depois pela floresta com seu cão fantasma, Zero.
Acidentalmente andando pela trilha na floresta, Jack se depara com um lugar na floresta o qual ele nunca havia visto antes, lá ele encontra várias árvores com portas que levam a cidades onde se comemoram feriados diferentes. Jack fica fascinado pela porta em forma de árvore de Natal e abre-a, encontrando a Cidade do Natal.
Jack encanta-se pelo feriado de Natal, e com pouco sucesso, ele tenta explica-lo aos cidadãos de Halloween Town. Depois de obsessivamente realizar pesquisas, ele decide que este ano os cidadãos de Halloween Town irão comemorar o Natal. Sally, por outro lado, tem uma premonição de que seus planos para o Natal vão ser um desastre. Ela tenta avisá-lo, mas Jack está muito obcecado em "seu" Natal para ouvir suas advertências e educadamente rejeita seu medo.
A premonição de Sally estava certa: Sem entender o "espírito de Natal" os cidadãos de Haloween Town criam um Natal macabro ao invés de alegre. Jack, vestido como Papai Noel ("Papai Cruel" como Jack chama-o) ao invés de trazer alegria traz terror para as crianças do mundo real. Querendo que "Papai Cruel" descanse, Jack tinha ordenado que três crianças travessas, Lock, Shock e Barrel, trouxessem "Papai Cruel" à Haloween Town. No entanto, eles acabam por levar a figura de natal até Oogie Boogie, um bicho-papão que tenciona fazer da vida de Pai Natal um jogo de azar, passatempo habitual do monstro. Sally tenta resgatar o Pai Natal depois de descobrir que as forças militares estão planejando acabar com Jack, mas ela também é capturada. Ao entregar presentes, Jack é derrubado pelos militares e cai em um cemitério. Ao perceber os seus erros, sua crise de identidade vem e Jack reafirma-se como o rei da abóbora.
Determinado a acertar as coisas, Jack retorna para Halloween Town, onde ele descobre que o Pai Natal está preso junto de Oogie e que Sally também está lá. Ele consegue resgatar Pai Natal e Sally, e derrota Oogie Boogie. Pai Natal volta ao mundo real para salvar o Natal e, como um sinal de agradecimento e sem ressentimentos, dá Halloween Town um gostinho do verdadeiro "espírito do Natal", cumprindo o desejo de Jack. Ao ver que o criador de Sally, Dr. Finklestein, substituiu Sally (isso se deu ao seu aborrecimento com que ela escapa frequentemente e por sugestão da própria Sally), Jack segue Sally até o cemitério. Lá, ela pára na Colina Espiral, que é coberta de neve branca fantasmagórica. Jack revela seu amor por ela, e o filme termina com os dois se abraçando ao luar.
O CD da trilha sonora oficial contém um epílogo não no filme, afirmando que "muitos anos depois" Pai Natal voltou para Halloween Town para visitar Jack, onde ele descobriu que Jack tinha "quatro ou cinco filhos esqueleto na mão" que tocam juntos em uma banda de xilofone. Dado o fim do filme, pode-se supor que esses filhos são de Jack e Sally.

## Nos Video Games

### The Nightmare Before Christmas: The Pumpkin King
Jack Skellington visivelmente tem uma rivalidade com Oogie Boogie. Oogie faz planos para destruir Halloween Town e faz de refém Sally, criação do Dr. Finklestein. Depois que Jack sabe do seqüestro de Sally, ele tentará salvar Sally e Halloween Town. Jack derrota Oogie ao confrontá-lo, depois de tudo ele manda Oogie para sua toca subterrânea. Tendo derrotado Oogie Boogie e salvo Sally (demonstrando seu interesse amoroso nela), a cidade declara Jack "Rei das Abóboras" , o rei do Halloween e de todas as coisas assustadoras.

### The Nightmare Before Christmas: Oogie's Revenge
Cansado de usar os mesmos temas no Halloween, Jack Skellington procura o Dr. Finkelstein, que lhe dá o Robber Soul, uma invenção que muda de forma. Jack decidiu deixar Halloween Town para obter novas ideias para sustos no Halloween. Quando Jack chega de volta à cidade, ele descobre que Oogie Boogie foi ressuscitado. Agora Jack tem de acertar as coisas novamente. Jack dança, luta, e canta neste jogo para atacar os servos de Oogie Boogie.

### SérieKingdom Hearts
Jack Skellington aparece em quatro jogos da série. Ele habita o mundo de Halloween Town, onde os Heartless malvados ameaçam seus habitantes. Os protagonistas da série, Sora, Pato Donald e Pateta, se torna amigos de Jack e, juntos, lutam contra os Heartless e também contra Oogie Boogie. Em combate, Jack usa alguns de seus poderes assustadores e faz demonstrações de poderes mágicos, tornando-o um feiticeiro formidável.
Chris Sarandon novamente dubla-o na versão em Inglês, e Masachika Ichimura dubla a voz japonesa de Jack.

### Kingdom Hearts
Jack Skellington se apresenta a Sora, Pateta e Pato Donald como o governante de Halloween Town. Jack planeja usar o coração que Dr. Finklestein criará (pedido feito por ele mesmo), para controlar os Heartless aparentemente dóceis para fazer um festival chamado "Heartless Halloween", de modo que o Halloween possa ser assustador, mas a ideia falha e Oogie Boogie rouba o coração, e planeja usá-lo para assumir Halloween Town. Na mansão de Oogie, Jack, Sora, e sua turma enfrentam-no. Depois de Oogie ser derrotado, Jack descobre que Oogie usa orbs escuros como sua fonte de vida, Oogie se combina com sua mansão para se tornar um "chefão" gigante. Uma vez que eles derrotam Oogie mais uma vez, e sua mansão desaba, é revelado a fechadura de Halloween Town. Jack é consideravelmente menor neste jogo do que como ele apareceu no filme, embora, ele ainda é bastante alto quando comparado com os protagonistas do jogo.

### Kingdom Hearts: Chain of Memories
Quando Jack Skellington queria perguntar ao Dr. Finkelstein o que aconteceria se ele cheirasse a poção que pode trazer "memórias verdadeiras", Heartless aparecem. Quando Jack Skellington descobre que Oogie Boogie roubou a poção do Doutor ele, Sora e sua turma agora devem pará-lo antes que Oogie beba a poção inteira. Eles não conseguem alcançá-lo antes que ele beba, mas eles o derrotam, Oogie torna-se sobrecarregado com o medo, um efeito colateral da poção. Sora fica preocupado com o que vai acontecer quando ele descobrir suas "memórias verdadeiras", mas Jack garantiu a ele que o medo é um sinal de um coração forte.

### Kingdom Hearts 358/2 Days
Neste jogo, Roxas chega à Halloween Town, enquanto Jack está no meio de um busca de soluções para o Halloween. Jack está tendo problemas com inspiração, mas tem inspiração quando vê Roxas correndo em um corredor escuro. Várias vezes, as aventuras de Roxas em Halloween Town inspiram Jack para criar coisas como balões cheios de aranhas, abóboras congeladas explosivas, e lanternas de Halloween. Quando Roxas é enviado para descobrir a causa de uma queda terrível na população de heartless, ele encontra a cidade invadida por monstros chamados Tentaclaws. Depois de ver Roxas derrotar a fonte dos Tentaclaws, o canibal Leechgrave. Jack inventa uma terrível versão de Roxas para ser sua peça central do Halloween.

### Kingdom Hearts II
Jack tenta tomar lugar de Papai Noel novamente. Para esse fim, Jack pergunta a Sora e sua turma se eles podem ser guarda-costas do Papai Noel. Mas, depois de lutar contra os Heartless e Oogie Boogie, que foi ressuscitado por Malévola, Papai Noel explica a Jack que cada um tem um trabalho a fazer com os seus respectivos feriados. Apesar disso, ele começa a usar um traje igual ao do Papai Noel costurado por Sally. Na segunda viagem à Halloween Town, Jack ainda veste a roupa de Papai Noel, ainda sonhando em entregar presentes de Natal e também porque ele acha que seria rude se não usasse o traje no qual Sally trabalhou tão duro. Junto com Sora e sua turma, ele ajuda a derrotar o experimento de Doctor Finkelstein, que roubou presentes de Natal do Papai Noel em busca de um coração. Como recompensa por todo o seu trabalho duro e sua ajuda, Papai Noel leva Jack para um passeio em seu trenó. Depois de Noel levar Jack para fora de Halloween Town, Jack aprende o verdadeiro significado do Natal, compreendendo o ato de doar. No final, ele dança com Sally e agradece por todos os presentes que ela tinha dado a ele e diz que gostaria de lhe dar algo em troca. Ela diz a ele que o melhor presente que ela poderia pedir é estar com ele. Jack responde dizendo que ele também não tem nada a pedir, o que significa que Jack sente o mesmo por ela. Durante uma cena nos créditos finais, ele mostra-se vestindo seu traje habitual, sugerindo que ele tenha seguido o primeiro conselho do Papai Noel, e, aparentemente, começa a pensar em novas ideias para o próximo Halloween.

## Disneylândia
Uma vez por ano na Disneylândia durante as férias, a Haunted Mansion é ocupada pelo elenco de O Estranho Mundo de Jack e isso foi transformado em um feriado chamado Haunted Mansion Holiday. Jack e os outros personagens aparecem ao longo do passeio vestindo trajes de Natal. Mais uma vez, Chris Sarandon fornece sua voz para o personagem.
Ele também aparece nos parques e resorts Walt Disney.

## Na cultura popular
Na música "I Miss You" da banda estadunidense de rock Blink 182 há um trecho da música onde é dito: "We can live like Jack and Sally if we want, Where you can always find me, And we'll have Halloween on Christmas ..." (Podemos viver como Jack e Sally se nós quisermos, Onde você sempre pode me encontrar, E teremos o Halloween no Natal).

## Recepção
Jamie Frater acrescenta: "Jack é perfeitamente realizado como o 'herói da cidade' que procura mais em sua vida (ou morte, como seja), um lugar em que todos nós nos encontramos tempo ao tempo. O site UGO Networks listou Jack como o 41º colocado de um Top 100 dos melhores heróis de todos os tempos. E Jack ficou com a 25ª colocação no Top 25 dos melhores heróis e heroínas da Disney na publicação feita pelo site Ultimate Disney.